# قلعه خوانشرف
قلعه خوانشرف مربوط به دوره قاجار است و در شهرستان نهبندان، روستای خوانشرف واقع شده و این اثر در تاریخ ۵ آذر ۱۳۸۰ با شمارهٔ ثبت ۴۴۶۴ به‌عنوان یکی از آثار ملی ایران به ثبت رسیده است.